# サナト・ナフト・アーバーダーンFC
サナト・ナフト・アーバーダーンFC (ラテン文字:Sanat Naft Abadan Football Club、ペルシア語: باشگاه فوتبال صنعت نفت آبادان) はイラン・フーゼスターン州のアーバーダーンを本拠地とするサッカークラブである。現在は2部のアーザーデガーン・リーグに所属している。クラブのメインスポンサーはイラン国営石油会社であり、総合スポーツクラブ「サナト・ナフト・アスレチック・クラブ」のサッカー部門として活動している。
これまでの国内リーグにおける成績は芳しくないものの、アーバーダーンの人々からは非常に人気がある。

## クラブの歴史

### 設立
1972年に全国リーグであるタフテ・ジャムシード・リーグが設立される以前より、アーバーダーンの人々は地元の二つのクラブ、Kargar FCとJam FCを支援していた。Kargarはアーバーダーンにあった石油会社により設立されたものであった。10年後、パルヴィーズ・デフダーリーはラジー・スクールのクラスメイトとともにJam FCを設立した。これらのクラブは1972年まで多くのファンを獲得していた。
タフテ・ジャムシード・リーグが創設されると、アーバーダーンからは1つのクラブの参加が許可され、サナト・ナフトが設立された。クラブはイラン国営石油会社が運営することになった。クラブがイランのトップリーグで戦うようになると、ファンが次第に付くようになった。有名選手の多くはKargarとJamからサナト・ナフトへと移籍してきた選手たちだった。
クラブの元々のチームカラーは白、青、黒だった。アーバーダーンの街とフーゼスターン州は技巧的な選手を輩出しており、クラブ代表にパルヴィーズ・デフダーリーが就任すると、クラブは1970年代のブラジル代表と似たスタイルでプレーしていた。ブラジルサッカーへの敬意を込め、クラブはチームカラーを当時のブラジル代表と同じ黄、青、白へと変えた。その後、クラブのニックネームは「イランのブラジル」となった。サッカーはアーバーダーンでは非常に人気があり、ファンの数は毎日増加していたが、1978年にイラン革命が起きると全てが変わった。サッカーはもはや優先順位の高いものではなくなり、これは1980年にイラン・イラク戦争が始まるといっそう顕著になった。アーバーダーンとフーゼスターン州は戦争中に大きな被害を受けた。アーバーダーンの大手製油所は閉鎖され、戦争の危機により何十万人もの人々が街から去っていった。1980年から1988年まで、クラブは本拠地をシーラーズへと移転していた。一旦シーラーズに本拠地を移したことで、クラブはイランの3部リーグへと降格することになったが、所属選手の助けによりイラン1部リーグへと復帰することができた。アーバーダーンに元から住んでいた人々は戦争中は他の街に退避していたものの、クラブへのファンのサポートは変わらず続けられた。
戦争終了後クラブは本拠地をアーバーダーンに戻したが、戦争による街への影響とクラブの経営の問題により、サナト・ナフトは成功をつかむことができずにいた。

### 近年
クラブは2001-02シーズンにアーザーデガーン・リーグへ降格、2002-03シーズンには1期で復帰したもののそのシーズンにまた降格し、1部に定着できずに2部リーグで戦っていた。
ポルトガル人のアカシオ・カシミロ監督が2006年6月18日に1年契約で監督に就任し、その後エブラーヒーム・ガーセムプールへと交代した。2007-08シーズンにサナト・ナフトがアフマド・トゥーシー監督の下イラン・プロリーグに復帰した時も1期で降格した。ガーセムプールは20試合で解任され、トゥーシーが監督に就任した。クラブはガーセムプールの下で4勝4分12敗と16ポイントしか稼げなかった。トゥーシーが指揮をとった残りの14試合では5勝4分5敗と19ポイントを稼ぎ持ち直した。

### 2005年昇格騒動
サナト・ナフトは2004-05シーズンに昇格プレーオフに参加した。昇格プレーオフに最後の試合まで、サナト・ナフトは2位につけており、首位のラーフ・アーハンを得失点差で追っていた。プレーオフ最終日、サナト・ナフトはペヤーム・マシュハドFCに勝利したものの、そのあとで行われた試合においてラーフ・アーハンはシャヒード・ガーンディーを6-1で破り得点差でサナト・ナフトを上回り昇格を決めた。
サナト・ナフトはすぐにシャヒード・ガーンディーはラーフ・アーハンに大差での敗戦を受け入れたのではないかと発言した。しかしサナト・ナフトは証拠を示すことができなかった。
その後、サナト・ナフトはラーフ・アーハンは本来出場できない選手を出場させたと訴えた。この点に関しては幾つかの法廷を経て、ラーフ・アーハンが不正を働いていたことが明らかになった。 
2シーズン後、サナト・ナフトは自動昇格権を確保し、2007-08シーズンは1部で戦うことになった。しかし、このシーズンも1期で降格することになり、翌シーズンの2008-09シーズンは昇格できなかった。

## 歴代所属選手
| 1970-80年代 - アブドルレザー・バルゼガリー - アリー・フィールーズィー - エブラーヒーム・ガーセムプール - アブドルハサン・カーゼミー - ハサン・ナザリー | 1990年代 - オミード・ハムディーアースル - ラティーフ・ジェナーミー - モジャーヘド・ハジーラーヴィー - ヴァヒード・サラマート - ベフナーム・セラージ - オミード・シャリーフィーナサブ - モハンナド・マフディー | 2000年代 - イルハム・ヤドゥッライェフ - レオ - ダーヴード・セイエド・アッバーシー - エスマーイール・ハラーリー - マスード・ショジャエイ - アフマド・アリー・ジャーベル | 2010年代 - ヴァレリー・アレクサニャン - レヴォン・パチャジャン - フーネケ・スィ |

## 歴代監督
| 氏名                               | 国籍                 | 就任       | 辞任       |
| ---------------------------------- | -------------------- | ---------- | ---------- |
| Harry Gome                         | イングランドの旗     | 1972年2月  | 1974年12月 |
| Gholam Hossein Vaghef              | イランの旗           | 1975年1月  | 1976年12月 |
| Manouchehr Salia                   | イランの旗           | 1977年2月  | 1991年6月  |
| Jasem Ahleyourf                    | イランの旗           | 1991年6月  | 1992年6月  |
| アリー・フィールーズィー           | イランの旗           | 1992年6月  | 1994年6月  |
| Abdolvahed Bazme                   | イランの旗           | 1994年6月  | 1995年6月  |
| アリー・フィールーズィー           | イランの旗           | 1995年6月  | 1999年6月  |
| Gevorg Papiyan                     | アルメニアの旗       | 1999年6月  | 1999年12月 |
| Fereydoun Moeeni                   | イランの旗           | 1999年12月 | 2000年6月  |
| エブラーヒーム・ガーセムプール     | イランの旗           | 2000年6月  | 2002年6月  |
| マンスール・プールヘイダーリー     | イランの旗           | 2002年6月  | 2002年11月 |
| エブラーヒーム・ガーセムプール     | イランの旗           | 2002年11月 | 2003年6月  |
| Abdolreza Barzegari                | イランの旗           | 2003年6月  | 2003年10月 |
| Hassan Dashti                      | イランの旗           | 2003年10月 | 2004年6月  |
| Bayram Dordayev                    | トルクメニスタンの旗 | 2004年7月  | 2005年1月  |
| パルヴィーズ・マズルーミー         | イランの旗           | 2005年1月  | 2006年6月  |
| アカシオ・カシミロ                 | ポルトガルの旗       | 2006年6月  | 2007年6月  |
| エブラーヒーム・ガーセムプール     | イランの旗           | 2007年6月  | 2008年2月  |
| アフマド・トゥーシー               | アメリカ合衆国の旗   | 2008年2月  | 2008年6月  |
| モジュタビー・タガヴィー           | イランの旗           | 2008年7月  | 2009年2月  |
| ビージャン・ゾルファガールナサブ   | イランの旗           | 2009年2月  | 2010年2月  |
| アカシオ・カシミロ                 | ポルトガルの旗       | 2010年2月  | 2011年2月  |
| ゴラームホセイン・ペイロヴァーニー | イランの旗           | 2011年2月  | 2011年11月 |
| ジョゼ・コスタ                     | ポルトガルの旗       | 2011年11月 | 2012年9月  |
| アカシオ・カシミロ                 | ポルトガルの旗       | 2012年9月  |            |

## コーチングスタッフ
| 役職       | 国籍                      |
| ---------- | ------------------------- |
| 監督       | アカシオ・カシミロ        |
| 助監督     | サイード・サラマート      |
| 助監督     | マヌエル・マティアス      |
| GKコーチ   | カーゼム・ファルハーニー  |
| ドクター   | Dr.レザー・ラフマーニー   |
| 理学療法士 | Dr.ファリード・シヤーシー |
| マッサージ | カラペト・イスラエリアン  |
| 補給       | キャリーム・リーカーニー  |